# Juan Battista de Ojeda
Juan Battista de Ojeda (falecido em 1574) também Giovanni Battista de Hogeda ou Giovanni Battista de Oxeda foi um prelado católico romano que serviu como arcebispo (título pessoal) de Agrigento (1571–1574) e arcebispo de Trani (1560–1571).

## Biografia
Juan Battista de Ojeda nasceu em Espanha. No dia 26 de janeiro de 1560, foi nomeado pelo Papa Pio IV como Arcebispo de Trani. A 27 de agosto de 1571, foi nomeado pelo Papa Pio V como Arcebispo (título pessoal) de Agrigento. Serviu como Bispo de Agrigento até à sua morte em 1574.